# Chantrapas
Pour plus de détails, voir Fiche technique et Distribution.
Chantrapas est un film français réalisé par Otar Iosseliani en 2010. Il fut dans la sélection officielle hors compétition du Festival de Cannes 2010 dans le cadre des séances spéciales.

## Synopsis
Nicolas est un cinéaste géorgien. Lassé d'être en butte aux pressions des "idéologues" qui cherchent à l'empêcher de s'exprimer, Nicolas quitte son pays d’origine pour la France qu'il perçoit comme une terre de liberté et de démocratie. Mais il fera connaissance avec une autre forme de censure, moins tonitruante mais tout aussi efficace : celle de la finance et de la rentabilité. 
L'argument du film présente dans sa trame des accents fortement autobiographiques. Il s'agit en effet de l'histoire d'un cinéaste géorgien qui, empêché de travailler librement et censuré par le pouvoir politique en place dans son pays d'origine, le quitte pour partir travailler en France. Toutefois, dans son dossier de presse, Otar Iosseliani réfute le caractère autobiographique de son film. 

## Fiche technique
- Réalisation : Otar Iosseliani
- Scénario : Otar Iosseliani
- Photographie : Julie Grünebaum (en France) et Lionel Cousin (en Georgie)
- Son : Jérôme Thiault
- Montage : Emmanuelle Legendre et Otar Iosseliani
- Production :
  - Producteur délégué : Martine Marignac, Maurice Tinchant
  - Production déléguée :  Pierre Grise Productions
- Budget : 3,14 M€[2]
- Production : Pierre Grise Productions, en association avec les SOFICA Cinémage 4 et Cofinova 6
- Distribution : Les Films du losange
- Pays  :  France
- Format : couleur - 1,66:1 - 35 mm - Son Dolby SR
- Genre : drame
- Durée : 122 minutes
- Date de sortie : 
  - France : 22 septembre 2010

## Distribution
- David Tarielashvili : Nicolas
- Tamuna Karumidze : Barbara
- Fanny Gonin : Fanny
- Givi Sarchimelidze : Grand-père
- Bulle Ogier : Catherine
- Pierre Étaix : Producteur français
- Nika Endeladze : meilleur ami de Nicolas
- Bohdan Stoupka : Firssov